# Kid Norfolk
Pour les articles homonymes, voir Norfolk.
Kid Norfolk, de son vrai nom William Ward, est un boxeur américain né le 10 juillet 1893 à Belmont, Virginie, et mort le 15 avril 1968.

## Carrière
Boxeur professionnel de 1914 à 1926, il n'est jamais parvenu à s'emparer du titre mondial mais compte plusieurs victoires prestigieuses contre notamment Billy Miske, John Lester Johnson, Jack Blackburn, Harry Greb, Tut Jackson, Jamaica Kid, Tiger Flowers et Battling Siki.

## Distinction
- Kid Norfolk est membre de l'International Boxing Hall of Fame depuis 2007[1].